# Lodojn Enchbajar
Lodojn Enchbajar (mong. Лодойн Энхбаяр; ur. 1 października 1964) – mongolski zapaśnik w stylu wolnym. Dwukrotny olimpijczyk. Czwarty w Seulu 1988 i ósmy w Barcelonie 1992. Startował w kategorii 74 kg.

## Kariera
Pięciokrotny uczestnik mistrzostw świata, brązowy medalista z 1985 i 1989. Srebro na igrzyskach azjatyckich w 1990 i piąte miejsce w tej samej imprezie w stylu klasycznym. Zdobył trzy medale mistrzostw Azji, złoty w 1991. Czwarty w Pucharze Świata w 1986 roku.